# گلوریا فوریوا
گلوریا فوریوا (انگلیسی: Gloria Foriwa؛ زادهٔ ۱۱ مهٔ ۱۹۸۱) بازیکن فوتبال اهل غنا است.
وی همچنین در تیم ملی فوتبال زنان غنا بازی کرده‌است.